# 苏联共产党中央委员会高级党校
苏联共产党中央委员会高级党校是苏联进行党政教育的高等院校，旨在培养党政领导干部和新闻媒体工作者，于1939 年至1978 年在莫斯科成立 。与苏共中央社会科学院合并。约1万名党政工作人员从高级党校毕业，1.45万多人完成了再培训 。

## 历史
1918年7月10日，在雅·米·斯维尔德洛夫的提议下，全俄中央执行委员会开设了宣传鼓动干部进修班。次年1月，该进修班改组为苏维埃劳动大学。1919年7月，苏维埃劳动大学改组为斯维尔德洛夫共产主义大学，为一所培养党政干部的高等院校。
1936年至1938年间，宣传学院从一些已关闭的教育机构的图书馆获得了书籍和杂志，这些机构包括：红色教授学院、东方劳动者共产主义大学、西方少数民族共产主义大学以及其他一些图书馆。 1939年，联共（布）十八大后，宣传学校改组为联共（布）中央委员会高级党校。